# Punti antipodali (matematica)
I punti antipodali su una sfera generalizzano il concetto geografico di punti antipodali sulla Terra anche a sfere di dimensioni arbitrarie. 

## Definizione
Una sfera di dimensione {\displaystyle n} è descritta dall'equazione
{\displaystyle x_{1}^{2}+\ldots +x_{n+1}^{2}=1}
nello spazio euclideo {\displaystyle (n+1)}-dimensionale {\displaystyle \mathbb {R} ^{n+1}}. 
Il punto antipodale ad un punto {\displaystyle (x_{1},\ldots ,x_{n+1})} è il punto {\displaystyle (-x_{1},\ldots ,-x_{n+1})}: tutte le coordinate cambiano cioè di segno. 

## Spazio quoziente
Lo spazio quoziente rispetto alla relazione di equivalenza di antipodalità è lo spazio proiettivo reale, oggetto fondamentale della geometria proiettiva.

## Mappa antipodale
La funzione che associa ad ogni punto di una sfera il suo antipodale è detta mappa antipodale. 
La mappa antipodale preserva l'orientazione della sfera se e solo se {\displaystyle n} è dispari. Infatti la funzione è la restrizione della funzione lineare
{\displaystyle f:\mathbb {R} ^{n+1}\to \mathbb {R} ^{n+1}}
{\displaystyle f:x\mapsto -x}
associata alla matrice {\displaystyle -I} opposta alla matrice identità {\displaystyle I}. Il determinante di questa matrice è {\displaystyle (-1)^{n+1}}, ed il suo segno è quindi effettivamente positivo solo per {\displaystyle n} dispari. 
Per questo motivo, lo spazio proiettivo è orientabile solo per {\displaystyle n} dispari.

## Teorema di Borsuk-Ulam
Il teorema di Borsuk-Ulam è un risultato di topologia riguardante i punti antipodali in dimensione arbitraria: asserisce che ogni funzione continua da una sfera in uno spazio euclideo della stessa dimensione manda due punti antipodali sullo stesso punto (in particolare, non può essere iniettiva).